# 减速让行

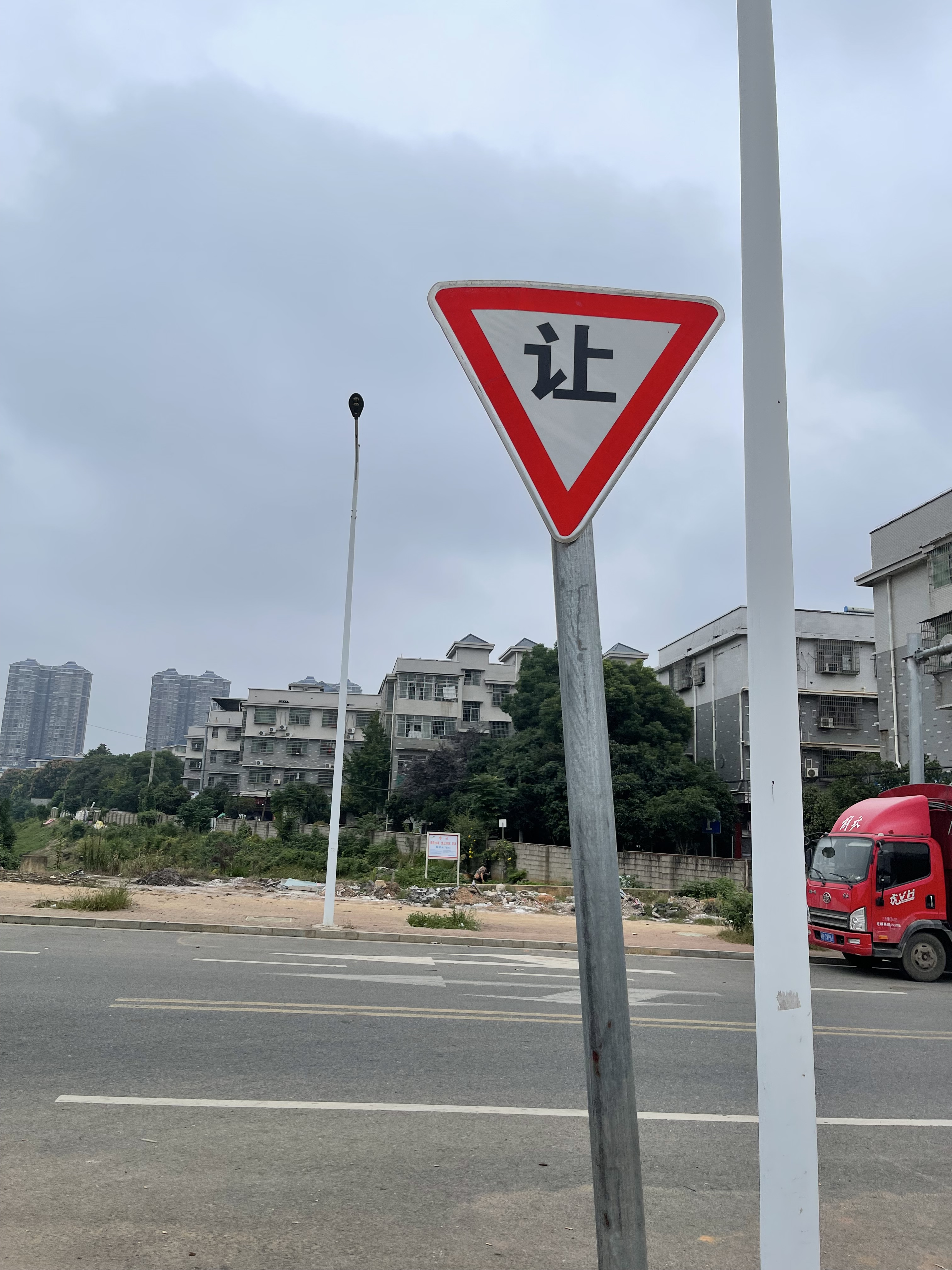
减速让行标志，拍摄于中国湖南省湘潭市

减速让行是一种交通标志。机动车司机必须使车辆减速慢行或者停车，观察没有其他车辆驶来，也没有行人通过，认为安全时才可以继续通行。

## 规格
1968年《维也纳路标和信号公约》（以下简称“公约”）允许两种类型的减速让行标志，一种是红色边框倒三角形里面是白色背景，另一种是红色边框倒三角形里面是黄色背景。里面可以写上让行相关提示语，例如写一个“让”字。

国际标准，白色背景（绝大多数国家使用这个版本）
国际标准，黄色背景（芬兰、希腊、冰岛、科威特、波兰、瑞典、越南）
伯利兹、加拿大
南部非洲关税同盟标准（博茨瓦纳、斯威士兰、莱索托、纳米比亚、南非)（已停用，蓝色背景已淡出视野，现在一般用白色背景）

## 世界各地的减速让行标志

### 英文减速让行标志

安提瓜和巴布达、巴哈马、巴巴多斯、不丹、冈比亚、加纳、格林纳达、根西、印度、马恩岛、牙买加、泽西、肯尼亚、马耳他、毛里求斯、蒙特塞拉特、巴基斯坦、圣基茨和尼维斯、圣卢西亚、圣文森特和格林纳丁斯、塞舌尔、斯里兰卡、坦桑尼亚、特立尼达和多巴哥、乌干达、英国
澳大利亚、巴布亚新几内亚、汤加、瓦努阿图
多米尼克
斐济、新西兰、萨摩亚
爱尔兰
利比里亚
尼日利亚
新加坡
美国
津巴布韦、马拉维、赞比亚（已停用）

### 西班牙文减速让行标志

阿根廷
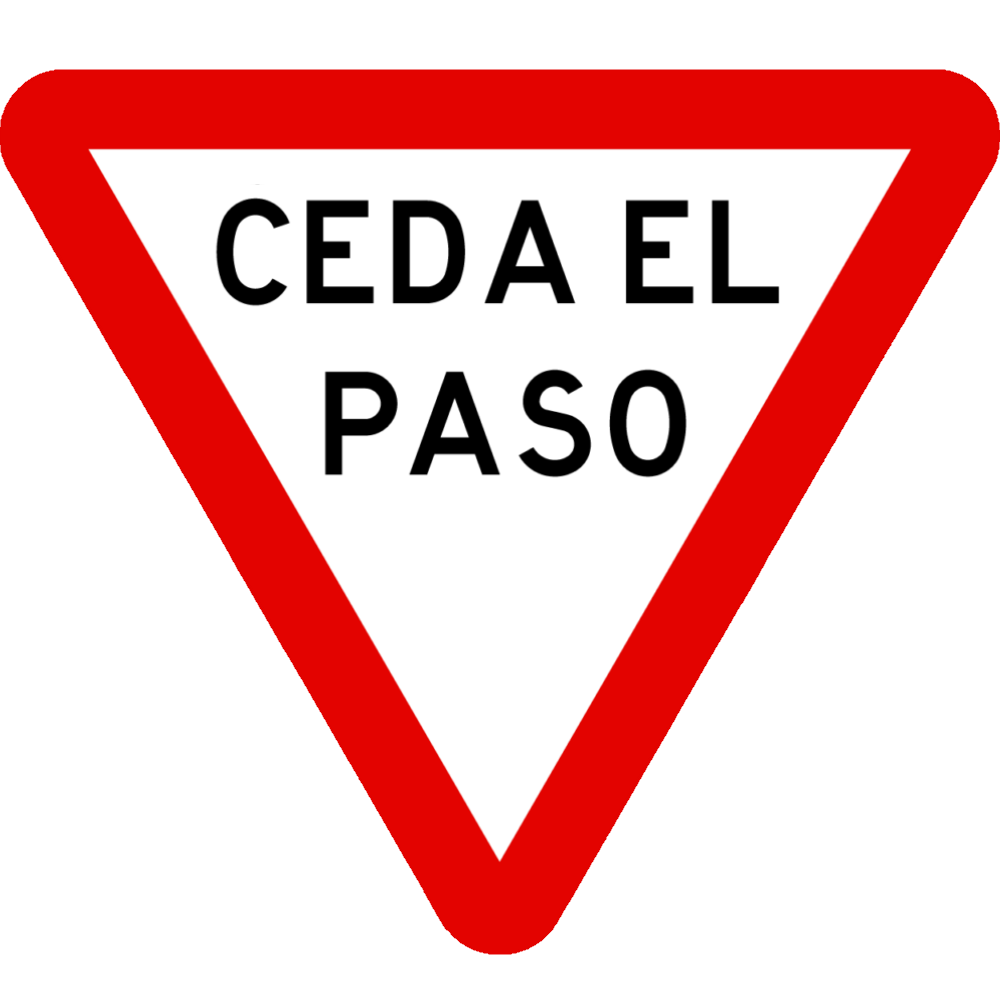
玻利维亚、厄瓜多尔、墨西哥、巴拉圭、秘鲁、乌拉圭
中美洲
哥伦比亚
古巴
墨西哥（哈利斯科州）
巴拿马、委内瑞拉
波多黎各

### 其他语种的减速让行标志

阿尔及利亚、毛里塔尼亚、摩洛哥、突尼斯
文莱
加拿大（安大略省）
中国大陆
台湾
贝宁、布基纳法索、乍得、喀麦隆、刚果共和国、科特迪瓦、法国、加蓬、几内亚、马达加斯加、马里、摩纳哥、尼日尔、卢旺达、塞内加尔、多哥
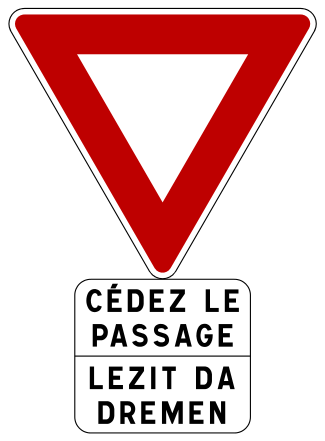
法国（布列塔尼半岛）
海地
香港
爱尔兰（爱尔兰语区）
马来西亚
马尔代夫
菲律宾
卡塔尔
韩国
泰国
阿联酋
威尔士